# Amenaza de muerte
La amenaza de muerte es un delito contemplado en la mayoría de las legislaciones modernas. La conducta típica consiste en causar o infundir miedo en una o más personas, con el anuncio de la colocación del sujeto pasivo o un tercero en una situación de riesgo o contingencia de muerte.

## Requisitos
La amenaza, para ser tal, debe cumplir varias características principales:
- Dirigirse directamente al amenazado. No sería amenaza difundirlo a terceras personas.
- Que el contenido de la amenaza sea causar la muerte a la persona amenazada.
- Que la amenaza sea creíble.

## Ejemplos
Amenaza de Pablo Escobar 

“Que a mí nunca en la gran puta vida me van a coger, y que yo desde la selva los mando matar a todos y a la larga los que van a perder van a ser ellos.”
Escobar en tono amenazante en un audio interceptado.